# Pustulostrea
Pustulostrea is een geslacht van tweekleppigen uit de  familie van de Ostreidae.

## Soorten
- Pustulostrea australis (Lamarck, 1819)
- Pustulostrea pseudangulata (Lamy, 1930)